# آرامگاه ارسلان جاذب
آرامگاه ارسلان جاذب از جاذبه‌های تاریخی شهر فریمان است. این بنا آرامگاه ارسلان جاذب از سرداران سلطان مسعودغزنوی است که از شیفتگان فردوسی بوده‌است و بر آرامگاه وی آرامگاهی ساخته‌است، بنای آرامگاه ارسلان جاذب در جنوب مشهد و در نزدیک راه فریمان و نیشابور واقع شده و به ایاز معروف است.
آجر کاری زیبا، چهاردیواری‌ها و کتیبه و تزئینات داخلی گنبد از نفوذ هنری بودایی نشان دارد که همراه با فرهنگ بومی آسیای مرکزی به خراسان کشانده شده‌است.
آرمگاه سردار غزنوی در ۴۰ کیلومتری جنوب شرقی مشهد در روستای سنگ بست در مسیر مشهد به فریمان قرار دارد. این بنا و میل کنار آن قدیمی‌ترین بناهای تاریخی خراسان است که نمونه جالبی از آجرکاری در معماری اسلامی محسوب می‌شود. در نزدیک این بنا رباط تاریخی امیرعلی شیرنوایی قرار دارد. مقبره ارسلان جاذب آجری و دارای نقش‌هایی با آجر و رنگ روشن و کتیبه‌ای بر گرداگرد سقف داخلی گنبد می‌باشد. بالای دیوار آن نیز کتیبه‌ای با خط کوفی و با آجر اجرا شده و دارای تزئیناتی می‌باشد بنا دارای گنبد ی کوتاه بر روی ساقه‌ای هشت وجهی است این ساقه بر مکعبی با ارتفاع ۱۰ متر استوار شده‌است نمای بیرونی به سادگی تمام اجرا شده و مناره آن نیز با اارتفاع ۴۰ متر و قطر حدود ۵٫۵ متر در پایه و ۲٫۵ متر در بالا و صد پله به استواری پابرجاست.
این بنای مربع بر پایه دیوارهای ضخیمی، ۵/۲ متر، استوار شده‌ است و از هر سو یک در دارد، چهار دیواری به هشت ضلعی و سپس شانزده ضلعی و بالاخره به دایره ختم می‌شود، همانند بناهای فیروزآباد و سروستان که در هر دو ساسانی با یک تفاوت که همان مورد نظر و توجه ماست. برای یک مقبره وجود چهار در هیچ مورد ندارد، بنابراین چهار طاقی سنگ بست یک مقبره اسلامی نیست و تزئینات موجود در دیواره‌ها ونیز چهار روزنه در گوشه‌های زیر سقف که به ترتیب روبروی هم قرار دارند ثابت می‌کند که این یک آتشکده بوده‌است، اما مطلب مهم اینست که مشابهت‌های میان این بنا و یک نقاشی دیواری، یافته شده در آسیای مرکزی راه گشای توجه به نفوذ آئین بودائی و هنر همراه با آن در خطه خراسان است، در قرن‌های آخر سلطنت ساسانیان و قرن‌های نخست عصر اسلامی ایران شرقی.
نقاشی مورد بحث توسط یک گروه باستانشناس فرانسوی در بامیان یافته شد و به سنگ بست آنقدرها دور نیست. در ین تصویر بنائی را با یک گنبد پخ و کوتاه مشاهده می‌کنیم که در وسط آن مجسمه بودا دیده می‌شود، نتیجه‌ای که ازین مطلب گرفته می‌شود اینست که گنبد به این شکل از ایران به آسیای مرکزی رفته‌است (بنای آتشکده) و دوباره از آسیای مرکزی به افغانستان آمده و شاید از افغانستان هیمن بنا به شکل یک معبد بودائی به ایران، خطه‌های شرقی خراسان، بازگشته است و گنبدهای بسته و بسیار کوتاه بودائی تحت تأثیر معماری ایرانی، آتشکده، به گنبدهای باز و بادگیر تبدیل گردیده‌است.
با این بناهای آتشکده‌ای ساده برخی تزئینات داخلی و تصاویر سنتی ایرانی نیز به آسیای مرکزی افغانستان رفته‌است که از آن جمله است تصویر خدای ماه که هم در آثار هنری بامیان دیده می‌شود و هم در ترکستان چین. بودائی‌ها آتشکده‌های زرتشتی ایران شرقی رابدون دستکاری و تغییر شکل مبدل به مراکز خیریه مذهبی کردند و این توجه بودائیان به این آتشکده‌ها سبب شد که مسلمانان نیز به آتشکده‌ها بی حرمتی نکنند و صدها آتشکده را با صلح و صفا به مسجد مبدل سازند.

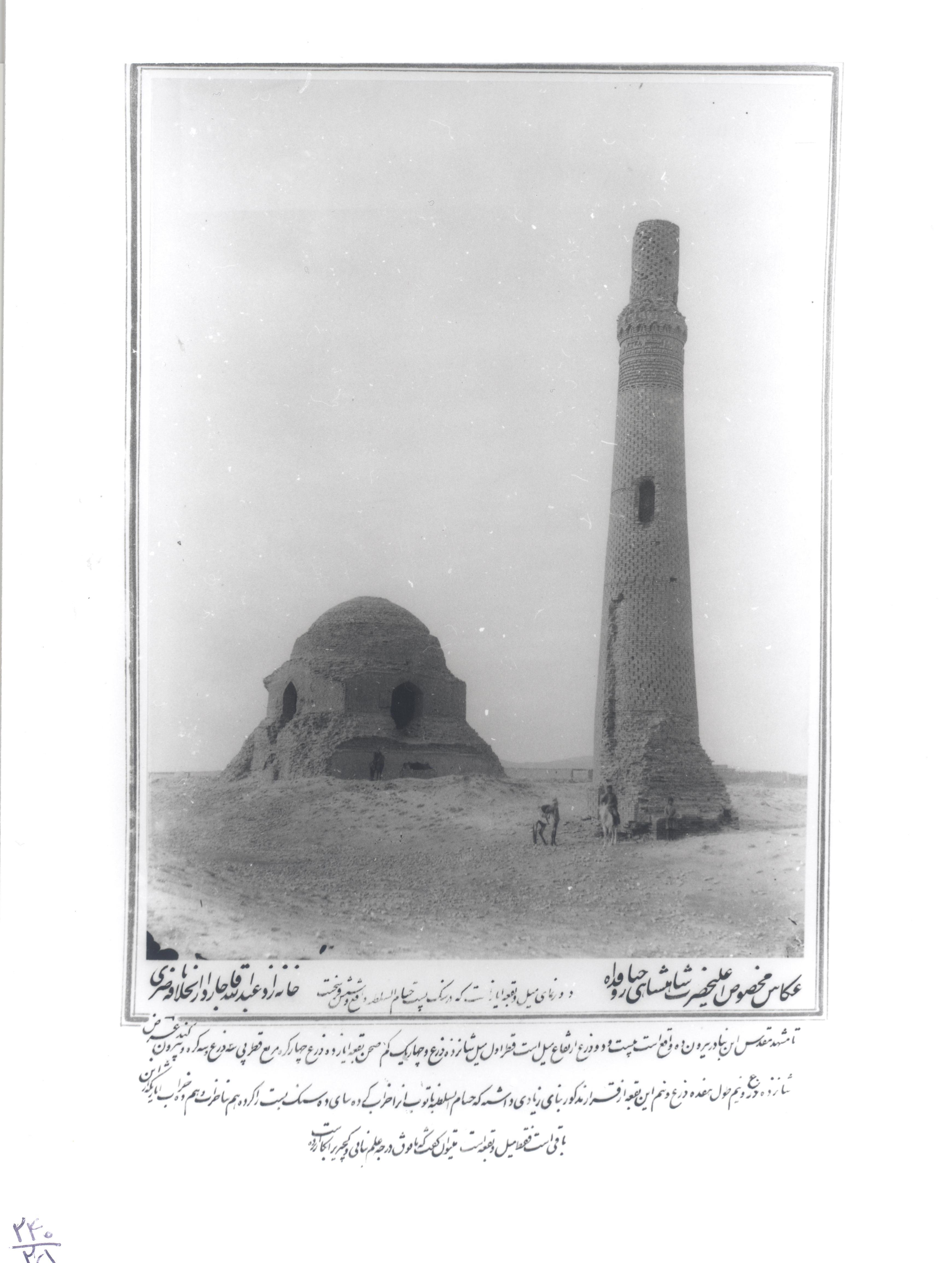
در ۱۳۱۱ هجری قمری

این بنا پس از مقبره امیر اسمعیل سامانی، که در ۲۹۵ هجری وفات یافت، قدیمی‌ترین بنای ایرانی اسلامی در خراسان است که البته یک بنای – ساسانی بودائی – اسلامی به حساب می‌آید.
اکنون اختصاصاً بستگی‌های موجود میان هنر ایرانی – اسلامی و هنر مانوی را بررسی می‌کنیم. نقاشی مانوی در حقیقت تجلی روح مانویت بود، پدیده‌ای جهانگیر که در وطن دچار زجر و شکنجه و اختناق گردید، بودائیان پس ازین سرکوبی بی‌امان نقاشی را به عنوان یک وسیله نجات و تا حدودی اسباب کار تبلیغ برای خود ساختند و همین تدبیر سبب شد که حیات این پدیده معنوی ادامه یابد. زندگی دوباره هنر ایرانی مرهون همین سیاست معنوی مانویان است و در حقیقت بودائیان با این روش، توانستند که هنر ایرانی را از زوال برهانند و به راه اعتلا سوق بدهند. متأسفانه آثار مانویان خیلی کم به دست ما رسیده‌است و همین کم بودن شواهد اهمیت کار را چند برابر ساخته‌است.
این آثار بر جای مانده عبارتند از: خرابه‌های چند عمارت با نقاشی‌های دیواری و مقداری نقاشی مینیاتوری پراکنده که بی شباهت به آثار برجای مانده از یک کشتی طوفان زده غرق شده نیست، تاریخ ساخته شدن همة این آثار در محدوده میان سال‌های ۱۳۰ تا ۲۳۰ هجری (برابر با ۷۵۰ تا ۸۵۰ میلادی) قرار دارد و همه در سرزمین طورفان یافت شده‌اند، بخصوص نواحی: خوچو، یار ختو و سومعة تویوق، خرابه‌های مورتوق و چند دیر خرابه در حوزه رود سانجیم.
خوچوبا نام ایندیکت شهری پایتخت اویغورهای بود، با قلعه و ارک معتبر، مردمان این شهر از سال ۱۴۵ (۷۶۲ میلادی) در عصر بویغو خان و خراب شدن شهر توسط قرقیز در اواسط قرن نهم میلادی به آئین مانی گرویدند.

## گنبد
در مقبره سنگ‌بست گنبد بر روی اشکوبی قرار گرفته که محیط خارجی آن هشت‌ضلعی نیست بلکه مربعی است که گوشه‌های آن پخ می‌باشد. این اشکوب با میانجی یک سطح شیبدار بلند بر روی یک پپایه مربع‌شکل پهن، کم‌ارتفاعی که خود آن روی قاعده‌ای چهارگوش قرار گرفته تکیه دارد. منظره بنا باز هم سنگین است و کمتر وضع داخلی را می‌رساند.